# Верховный суд Индии
Верховный суд Индии (англ. Supreme Court of India, хинди भारत का उच्चतम न्यायालय) — суд высшей инстанции в Индии, установлен IV разделом V части Конституции Индии. Согласно конституции, верховный суд является гарантом конституции над высоким апелляционным судом, который принимает апелляции против решений Высоких судов штатов и территорий. Кроме того, суд рассматривает и прямые иски по серьёзным нарушениям прав человека, если эти вопросы требуют немедленного решения. Суд начал работать 28 января 1950 года, и с тех пор вынес 24 тысячи решений. Здание суда находится в Нью-Дели, в построенном британцами районе, известном как «Дели Лаченса».